# 劉繼忠
刘继忠（10世纪？—968年），中國五代十國北汉人物，北汉皇帝刘旻的外孙。刘旻女儿和薛钊的儿子。刘继恩的胞弟，刘继元的异父同母兄。
刘继忠作为舅舅睿宗刘承钧的养子。睿宗得病，郭无为建议排斥公族，于是刘继忠出镇忻州。他说出使契丹得病，定襄苦寒，应该在晋阳修养。当时刘继恩监国，斥责他让他早点上路，刘继忠颇有怨言，有人告发，刘继恩于是派人缢杀了刘继忠。